# Epipleoneura kaxuriana
Epipleoneura kaxuriana – gatunek ważki z rodziny łątkowatych (Coenagrionidae). Występuje w lasach brazylijskiej Amazonii; stwierdzony w stanach Amazonas, Rondônia i Pará.